# 坂東しうか (初代)

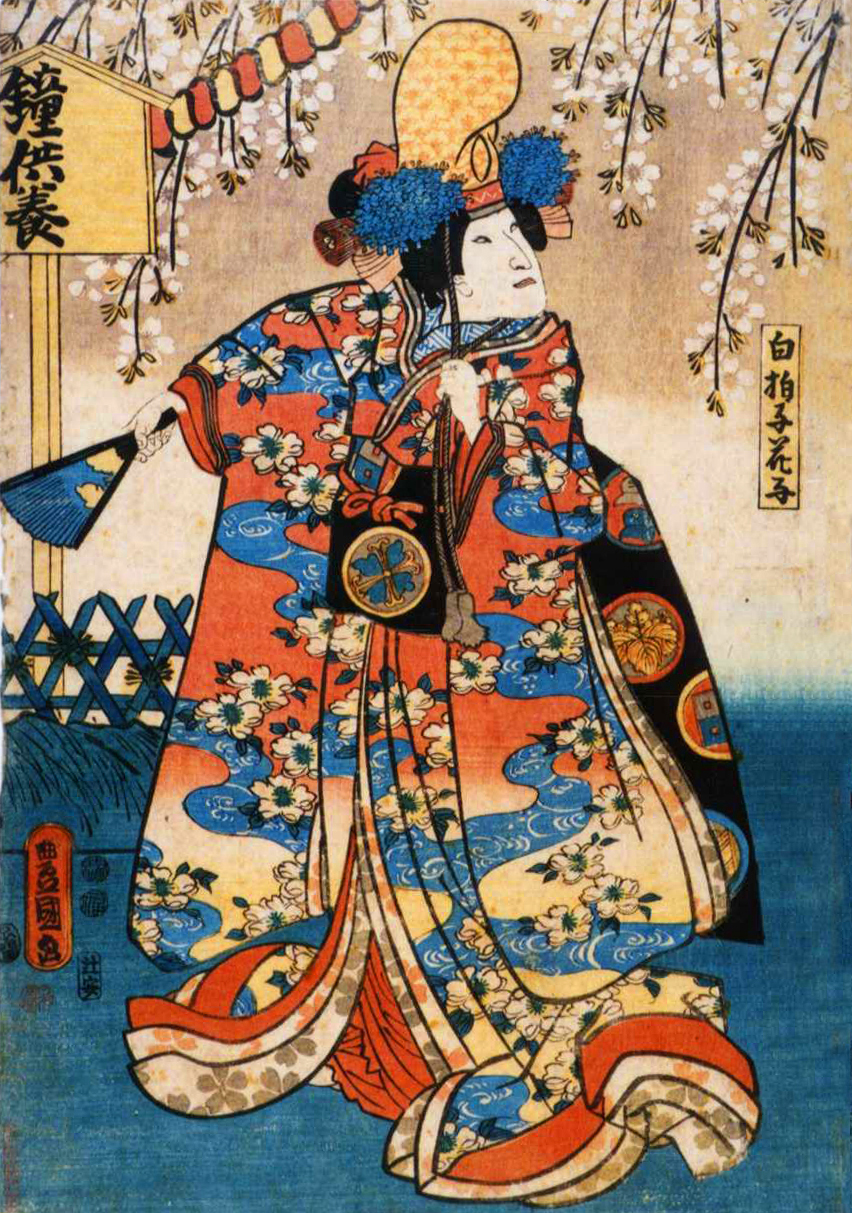
初代坂東しうかの白拍子花子
----
嘉永五年三月江戸市村座上演『京鹿子娘道成寺』より、三代目歌川豊国 画

初代 坂東しうか（しょだい ばんどう しゅうか、1813年（文化10年） - 1855年4月22日（安政2年3月6日））は、弘化から安政年間に活躍したの歌舞伎役者。屋号は大和屋。俳名に玉花・秀歌、別号に高清亭がある。
市村座の帳元・橘屋治助の二男。後に三代目三津五郎の養子となり、初名を坂東玉之助という。文政七年 (1824) 市村座で子役として坂東玉三郎名乗り唐子の所作を勤めたのが初舞台。文政十二年 (1829) 四代目坂東彦三郎と共に名古屋、その翌年には三代目尾上菊五郎と共に大坂へ上る。天保十年 (1839) 養父の三代目三津五郎の俳名・秀佳を仮名にして坂東しうかと改名。その後表記を秀歌に替えたが後にまたしうかに戻す。
悪化した口の腫物が原因で死去。死後五代目坂東三津五郎を追贈された。
風采がよく口跡にすぐれたといい、派手で伝法肌の女役を得意とした。当たり役には三代目三津五郎が得意とした『青砥稿花紅彩画』（白浪五人男）を女性にして書き替えた『仕入曾我雁金染』のお文・女清玄・浦里・鬼神お松など。『初袷雁五紋』は大好評を博した。性格は豪放で、金遣いが荒く、そのため借金も多かったが、反面人望があり、弟子はもちろん、木戸芸者や落語家、寄席芸人、太鼓持ちなど、朝に夕にとその台所にやってきては飯を食うものが20から30人はいたという。
その性格と当たり役から「借金のお分さん」と呼ばれた。